# Texas Lightning
Texas Lightning er en tysk musikgruppe, som spiller countrymusik. De repræsenterede Tyskland ved Eurovision Song Contest 2006, og fik et kæmpehit med sangen "No, no never". 
Bandets trommeslager er den populære komiker Olli Dittrich. 